# Cuspivolva celzardi
Cuspivolva celzardi là một loài ốc biển, là động vật thân mềm chân bụng sống ở biển trong họ Ovulidae.